# Augustus Wollaston Franks

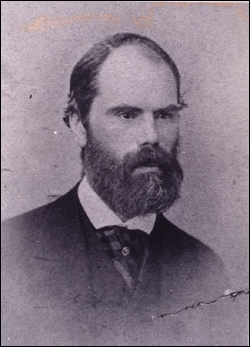
Augustus Wollaston Franks (vor 1897).

Sir Augustus Wollaston Franks (geboren am 20. März 1826 in Genf; gestorben am 21. Mai 1897 in London) war ein englischer Altertumsforscher und Mäzen.
Er war von 1866 bis 1896 der erste Kurator der Abteilung für britische Altertümer und Kunstdenkmale des Altertums und des Mittelalters am Britischen Museum in London. In diesen drei Jahrzehnten wurde Franks zu einem der wichtigsten Antiquare und Sammler in der Geschichte des Britischen Museums. Auf seine unermüdliche, leidenschaftliche Sammeltätigkeit für das Britische Museum geht der Erwerb solch außergewöhnlicher Kunstschätze zurück wie das Runenkästchen von Auzon („Franks Casket“), der Lothar-Kristall und der Royal Gold Cup.

## Leben

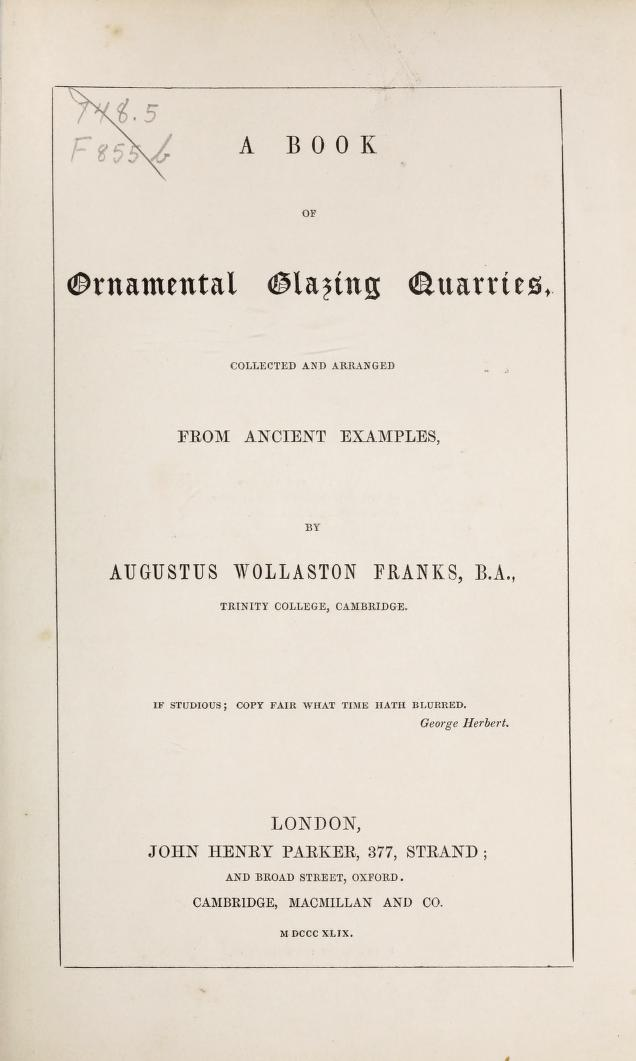
A Book of Ornamental Glazing Quarries, Titelblatt der ersten Veröffentlichung Franks’, 1849.

Franks war der älteste Sohn von Frederica Anne Franks und Frederick Franks, einem Kapitän der Royal Navy. Sein Großvater mütterlicherseits war der Politiker und Landwirtschafts-Reformer John Saunders Sebright, 7. Baronet; sein Pate war der Physiker und Chemiker William Hyde Wollaston. Die Kindheit verbrachte Franks mit seiner Familie meist auf dem europäischen Festland, v. a. in Genf und in Rom. Im Alter von 13 Jahren, im September 1839 wurde er Schüler des Eton College, wo er bis 1843 blieb. Von 1845 bis 1852 war Franks am Trinity College der Universität Cambridge eingeschrieben (Abschlüsse: B.A. 1849, M.A. 1852).
Noch als Student begann Franks seine brass rubbings (Abrieb-Kopien von Gravuren) anzulegen, v. a. von Grabinschriften und -bildern; die spätere umfangreiche Sammlung hinterließ er schließlich der Society of Antiquaries. Er war einer der Gründer der Cambridge Architectural Society und Mitglied der Cambridge Antiquarian Society. Ab 1849 konzentrierte Franks seine Energie auf das 1844 gegründete Royal Archaeological Institute. Indem er dessen Sammlungen für jährliche Kongresse arrangierte, legte er den Grundstein seines Wissens über antike und mittelalterliche Kunst. Im selben Jahr 1849 erschien auch seine erste eigenständige Veröffentlichung, A Book of Ornamental Glazing Quarries, eine große Beispiel-Sammlung von Abbildungen dekorativ verzierter, rautenförmiger Glasscheiben in Kirchenfenstern. 1850 betreute er die erste Ausstellung mittelalterlicher Kunst in den Räumen der Society of Arts. Diese Aktivitäten führten schließlich 1851 zur ersten Anstellung am Britischen Museum, wo bis dahin die Altertümer des Königreichs noch nicht systematisch gesammelt wurden. Von da an bis zum Rückzug aus dem Beruf 1896 blieb er rastloser Sammler und großzügiger Stifter für die Sammlungen des Museums.
Franks starb 1897 unverheiratet und wurde auf dem Londoner Friedhof Kensal Green beerdigt. Seine persönlichen Sammlungen gingen seinem Willen entsprechend in den Besitz des Britischen Museums über, soweit er sie nicht schon zu Lebzeiten vermacht hatte.
Er war sich offenbar selbst dessen bewusst, dass seine extreme Sammelleidenschaft Züge eines Krankheitsbildes hatte, und führte dies auf ererbte Veranlagung zurück: Seine Urgroßmutter, Sarah Knight, war eine Cousine von Richard Payne Knight, einem anderen wohlhabenden Stifter des Britischen Museums. In einem Manuskript, einem Bericht über sein Leben, das 1983 entdeckt wurde, begann Franks: „Sammeln ist eine Erbkrankheit, und, wie ich fürchte, unheilbar“.

## Tätigkeiten
1851 wurde Franks, noch vor Abschluss seines Studiums, als Assistent in der Antiken-Abteilung des Britischen Museums angestellt. Diese Position war neu geschaffen worden für die Aufgabe, eine Sammlung britischer Altertümer aufzubauen. In den folgenden 45 Jahren seiner beruflichen Laufbahn am Britischen Museum wurde Franks zu einem der wichtigsten Kuratoren und Sammler des Museums; für die Museumshistorikerin Marjorie Caygill war Franks „der vermutlich wichtigste Sammler in der Geschichte des Britischen Museums“.
Am Britischen Museum sowie als Direktor der Society of Antiquaries of London (seit 1858) wurde Franks bald zur führenden Autorität Englands im Zusammenhang mit jeder Art von Zeugnissen der frühen und mittelalterlichen Geschichte der britischen Inseln, er beschäftigte sich mit Porzellan-Überresten, Glasprodukten und anderen anthropologisch interessanten Artefakten und Kunstgegenständen der frühen und mittelalterlichen britischen Geschichte.
Von 1866 bis 1896 bekleidete Franks am Britischen Museum dann die Position, von der aus er seine sammelnde und kuratierende Tätigkeit voll entfalten konnte: er wurde Leiter der neu gegründeten Abteilung für britische und mittelalterliche Altertümer und Ethnographie, seit 2003 reorganisiert als Abteilung für Großbritannien, Europa und Vorgeschichte (Department of Britain, Europe and Prehistory).
Schon 1853 war Franks Fellow of the Society of Antiquaries (FSA) geworden. Von 1858 bis 1867, als die neue Aufgabe als Kurator am Britischen Museum ihn beanspruchte, war er deren Direktor, dann erneut von 1873 bis 1880. Von 1891 bis zu seinem Tod 1897 war Franks Präsident der Society.

## Wichtige Erwerbungen für das Britische Museum
Ganz zu Beginn seiner Laufbahn, noch als Assistent, war Franks 1855 verantwortlich für den Aufkauf großer Teile einer Sammlung, die durch den Tod des Politikers und Kunstsammlers Ralph Bernal zur Auktion freigegeben worden war und für die die Regierung eine große Summe Geldes bereitgestellt hatte; das bekannteste Stück darunter war der Lothair Crystal, eine Gemme aus dem 9. Jahrhundert.
Eine von Franks bekanntesten Stiftungen an das Museum war ein Elfenbeinkästchen mit Runeninschriften aus dem 9. Jahrhundert, das später nach ihm benannte Franks Casket. Franks hatte es 1858 selbst erworben, nachdem der Ankauf vom Museum abgelehnt worden war; 1867 stiftete er es dem Museum.
1892 gelang Franks eine Erwerbung, auf die er im Nachhinein besonders stolz war: Mithilfe der finanziellen Unterstützung anderer Stifter und unter Einsatz seines eigenen Vermögens brachte er die Summe zum Erwerb des Royal Gold Cups auf, indem er zunächst selbst die Kosten vollständig übernahm und anschließend die Beiträge anderer einwarb.

### Persönliche Sammlungen
Franks verfügte über ein beträchtliches Privatvermögen, mithilfe dessen er, parallel zu den Erwerbungen für das Britische Museum, eine außergewöhnliche eigene Sammlung historischer Kunstgegenstände aufbaute. Er trat dabei zwar als Privatsammler auf, aber über kurz oder lang gingen auch diese Erwerbungen in den Bestand des Museums ein. So entstand eine umfangreiche Sammlung von Keramik-Gegenständen und wertvollen Objekten mittelalterlicher Kunst, aber Franks’ Sammlung enthielt auch viele Stücke aus dem Oxus-Schatz; letzteren Bereich seiner Sammlung baute Franks durch Kontakte zu Händlern in Indien auf sowie durch den Ankauf der Sammlung von Alexander Cunningham. Die Freundschaft zu John Warren führte ihn in seinen späteren Jahren darüber hinaus zum Aufbau einer umfangreichen Sammlung von Exlibris, die nach seinem Tod ebenfalls an das Britische Museum fiel.
Insgesamt stiftete Franks persönlich im Laufe seines Lebens und mit seinem Nachlass mehr als 25.000 Gegenstände für die Sammlungen des Britischen Museums; außerdem ein Konvolut von etwa 70.000 gedruckten Ephemera (davon mehr als 50.000 Exlibris).

### Abbildungen (Auswahl)
Die folgende Bildauswahl kann angesichts der schieren Fülle und thematischen Breite der Erwerbungen und Stiftungen Franks’ nicht annähernd exemplarisch sein, sie versucht lediglich einen assoziativen Eindruck von dieser Breite seiner Tätigkeit und seines Interesses zu vermitteln.
Die bekanntesten Erwerbungen für das Britische Museum

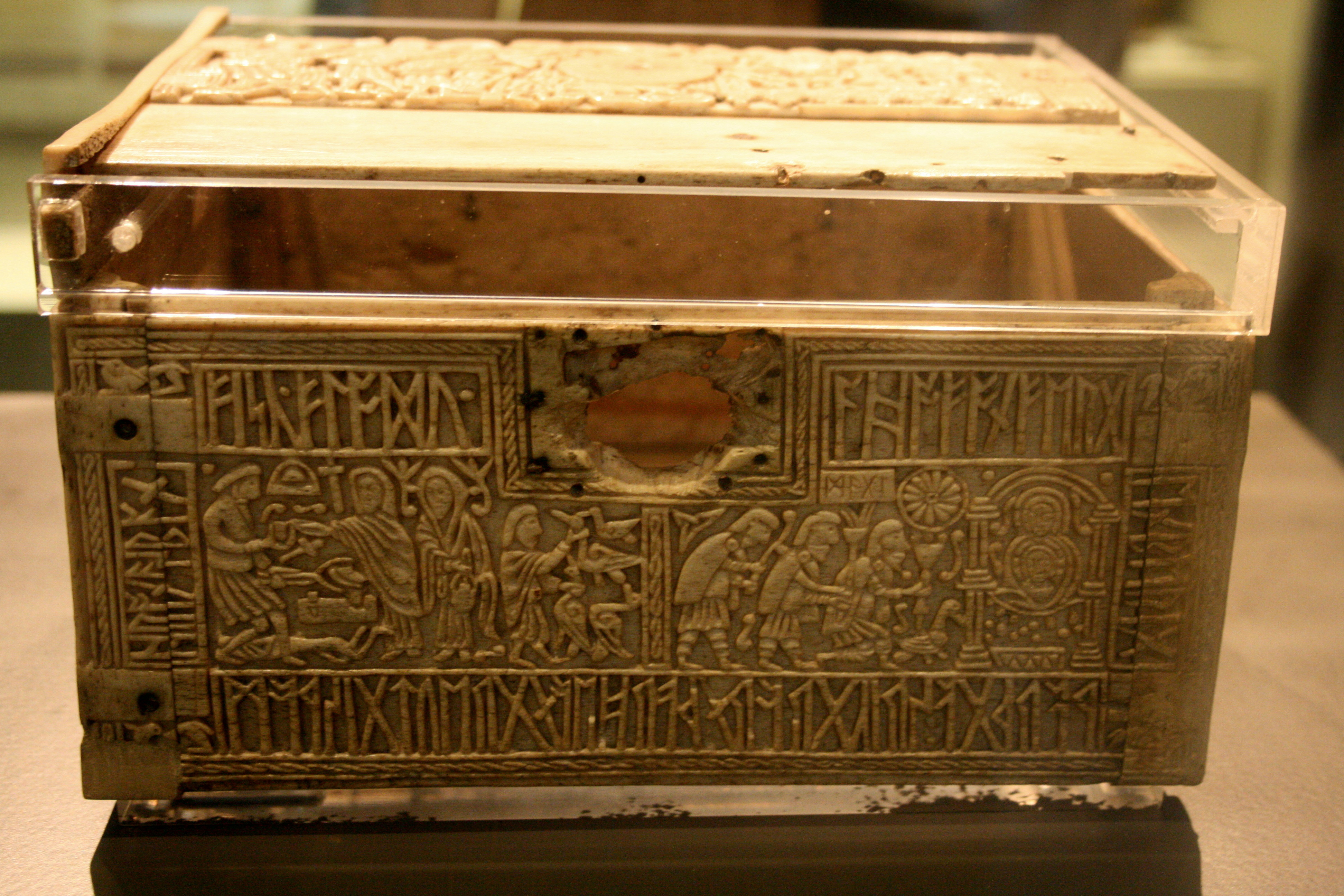
Franks Casket, Northumbria, frühes 8. Jahrhundert (Stiftung 1867).
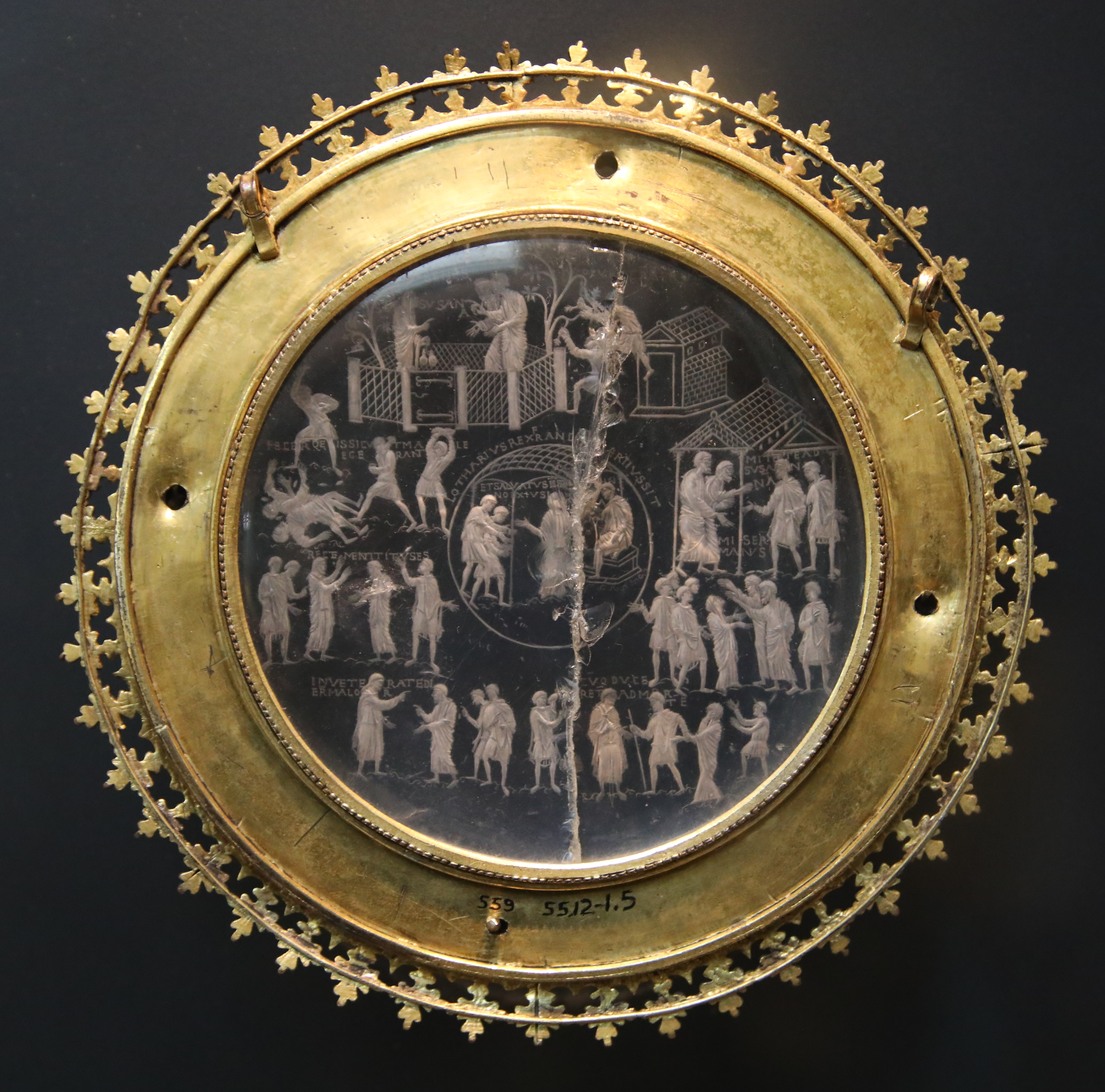
Lothar-Krystall, Lotharingien, Mitte 9. Jahrhundert (Erwerb 1855).
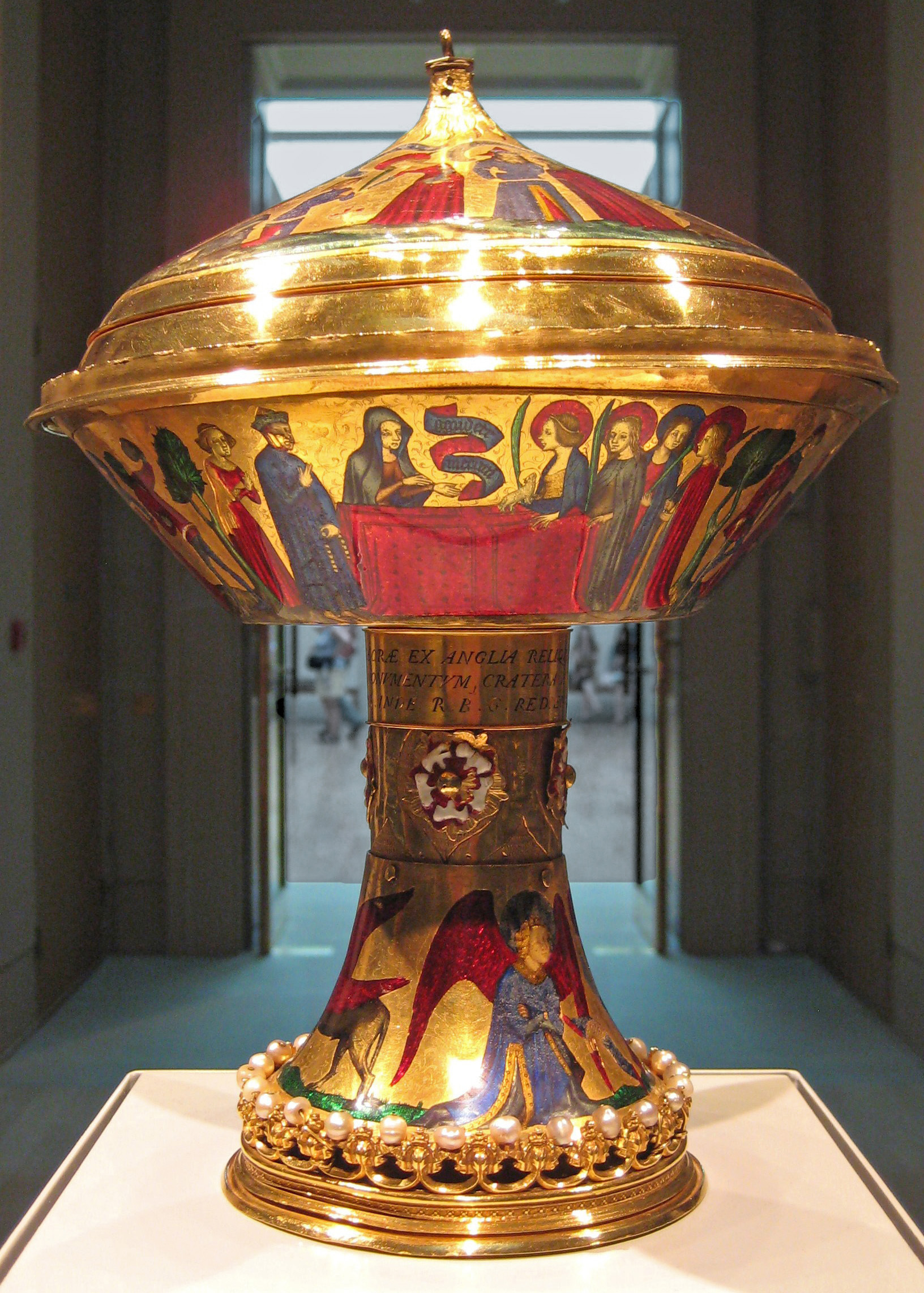
Royal Gold Cup, Frankreich, spätes 14. Jahrhundert (Erwerb 1892).

Stiftungen (Auswahl)

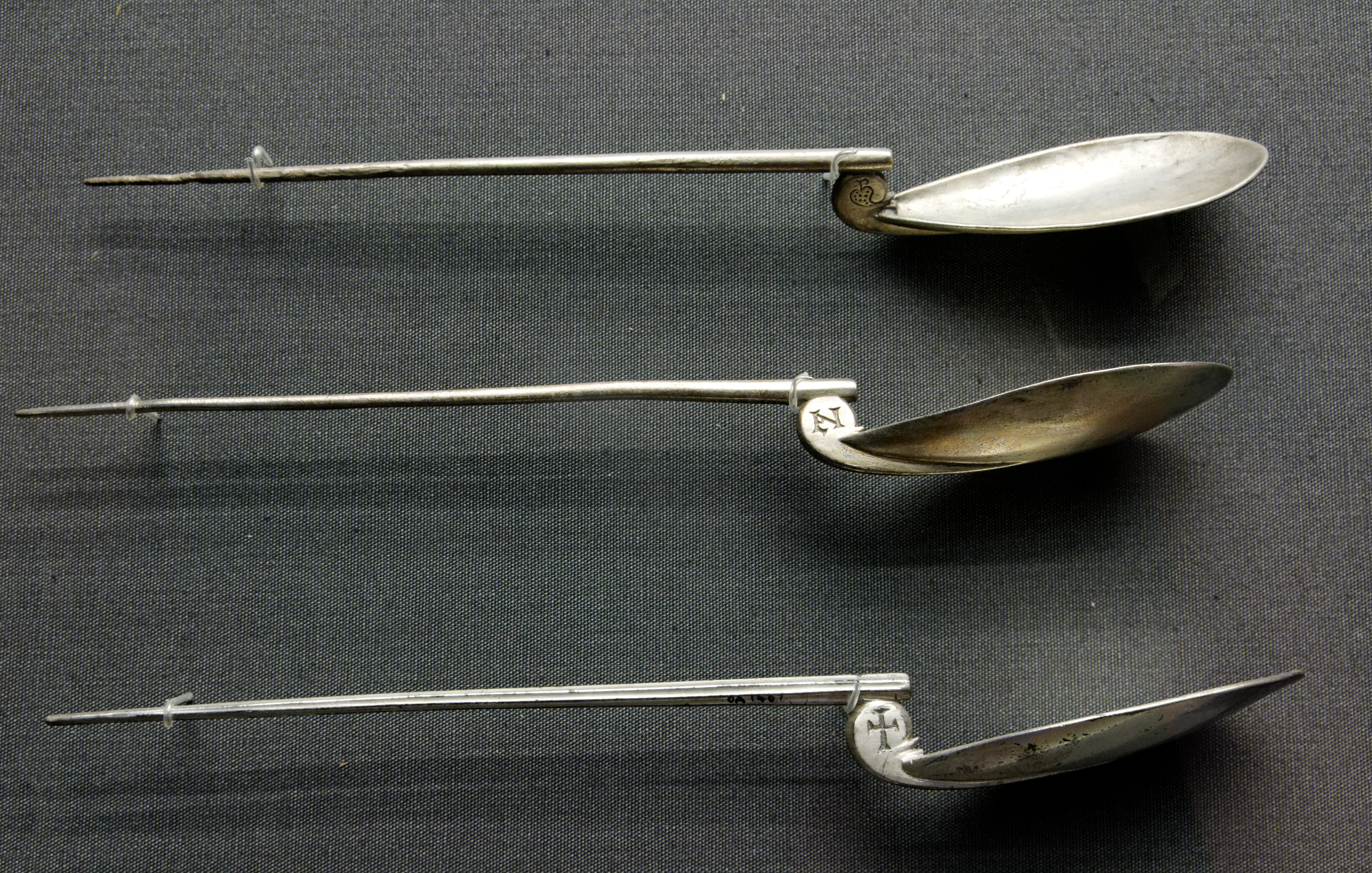
3 Silberlöffel, Römisches Reich, 5. Jahrhundert (Stiftung 1897).
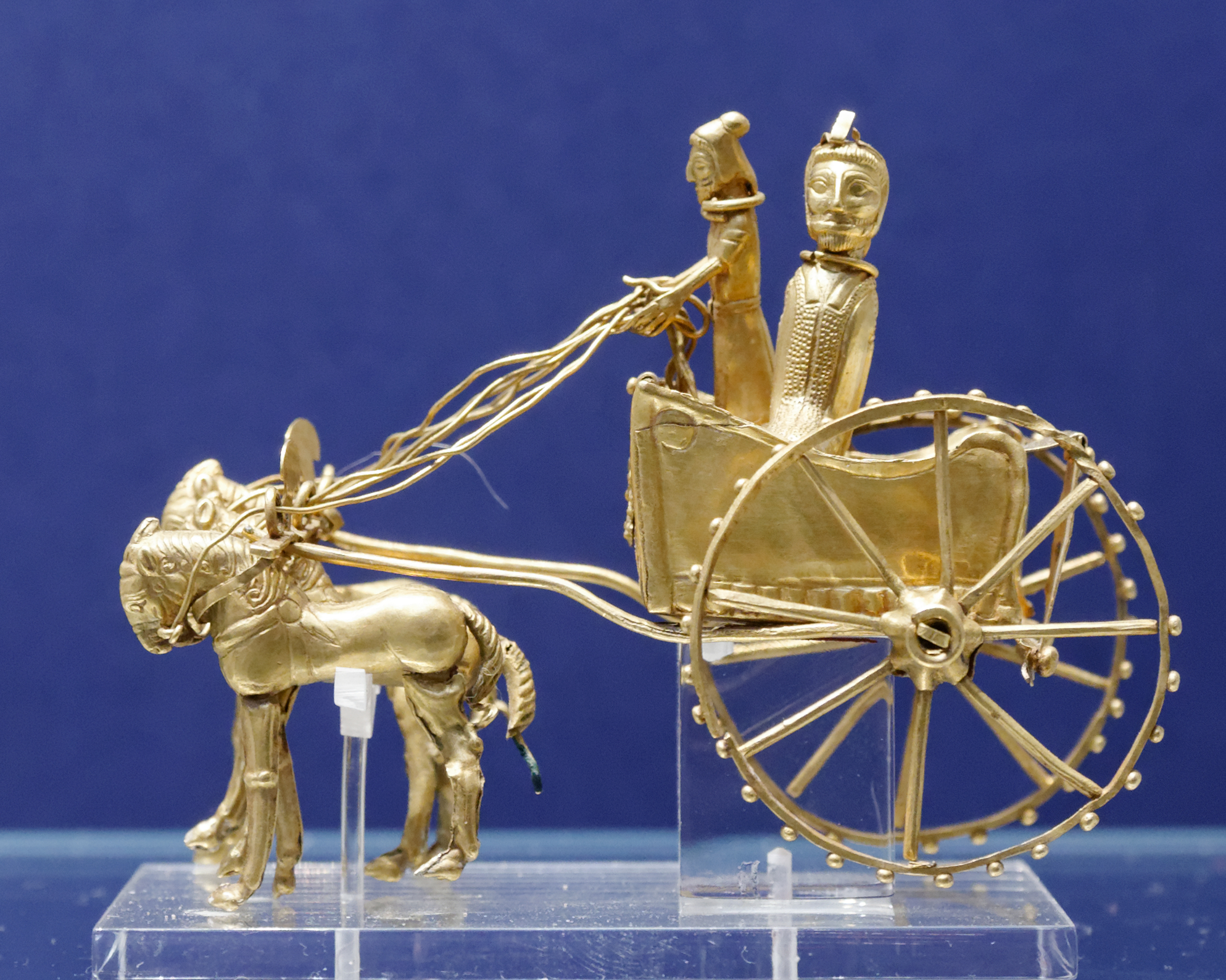
Wagen und Lenker (aus dem Oxus-Schatz), Naher Osten, 4.–6. Jahrhundert v. u. Z. (Stiftung 1897).
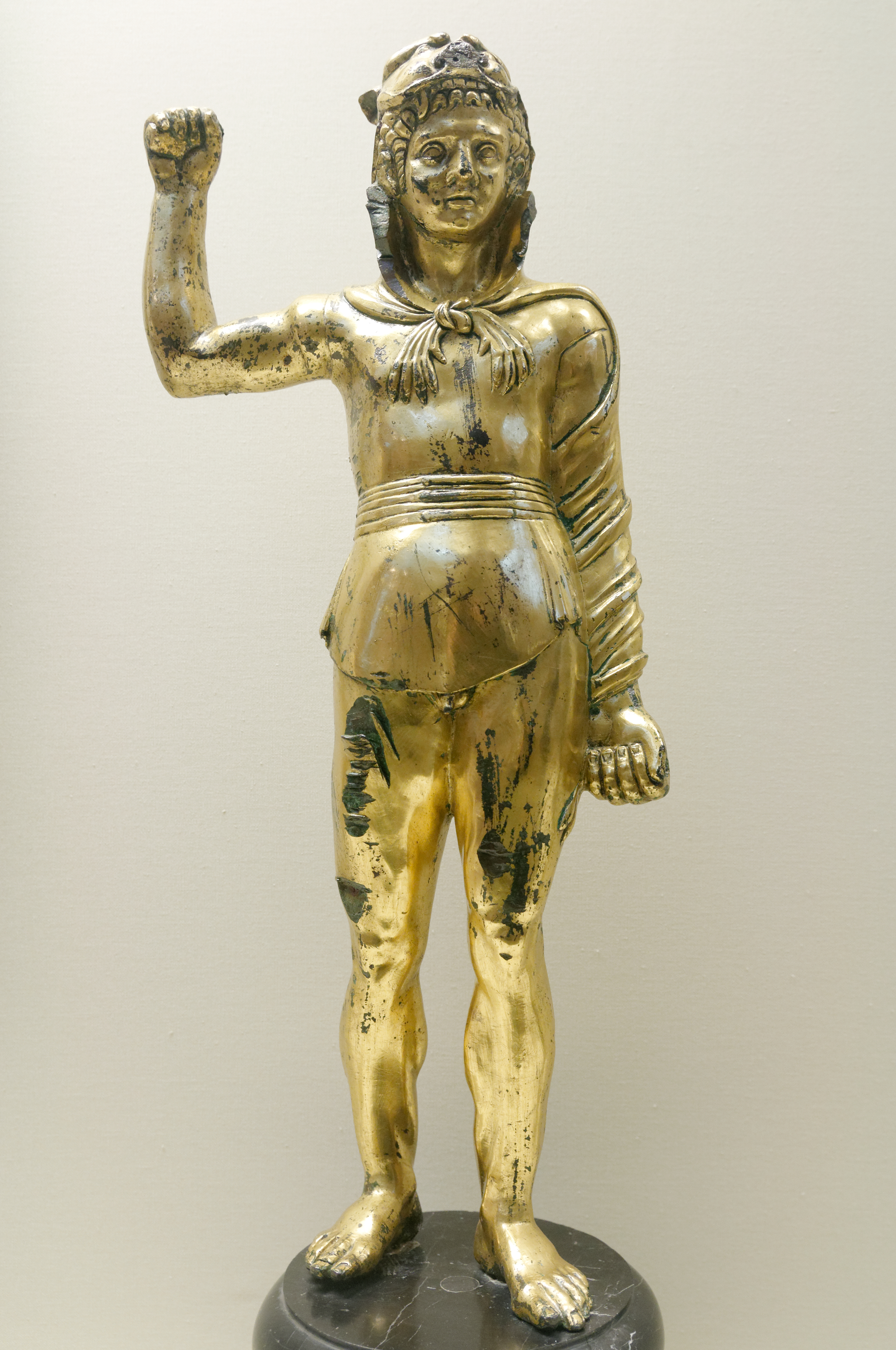
Junger Herkules, Rom, 2. Jahrhundert (Stiftung 1895).
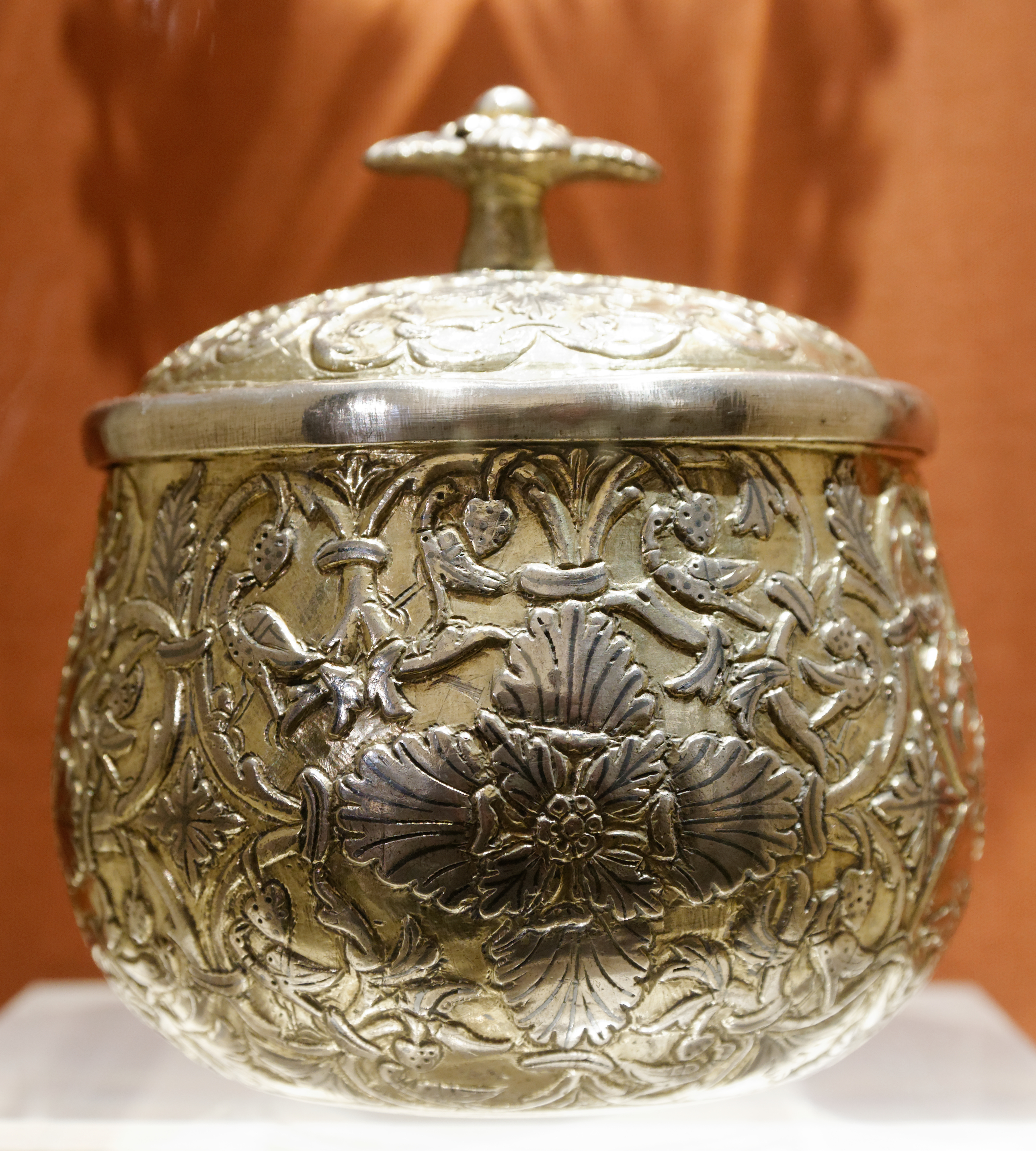
Hostien-Behälter (Pyxis), Spanien, um 800 (Stiftung 1897).
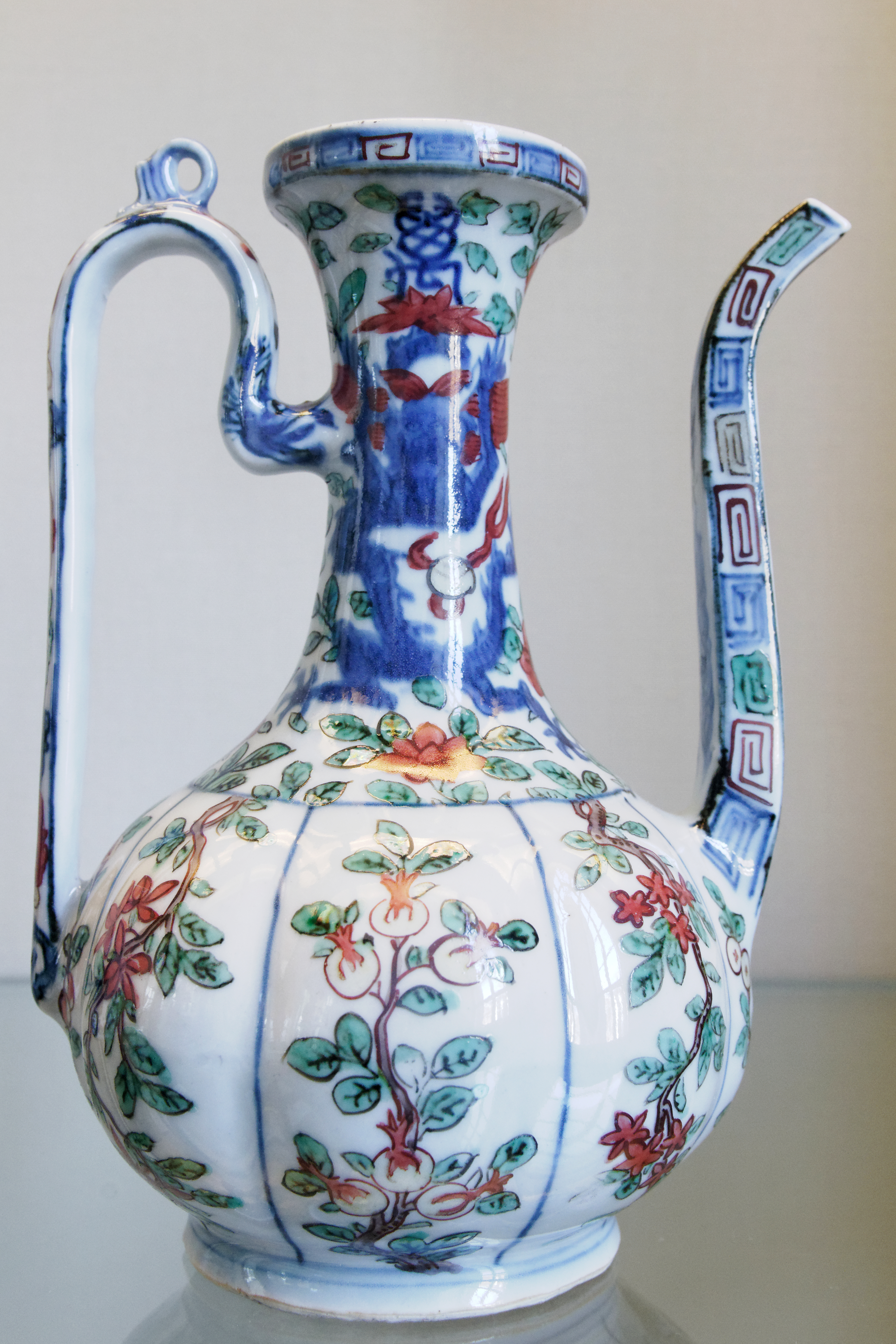
Kanne, China, um 1600 (Stiftung 1886).
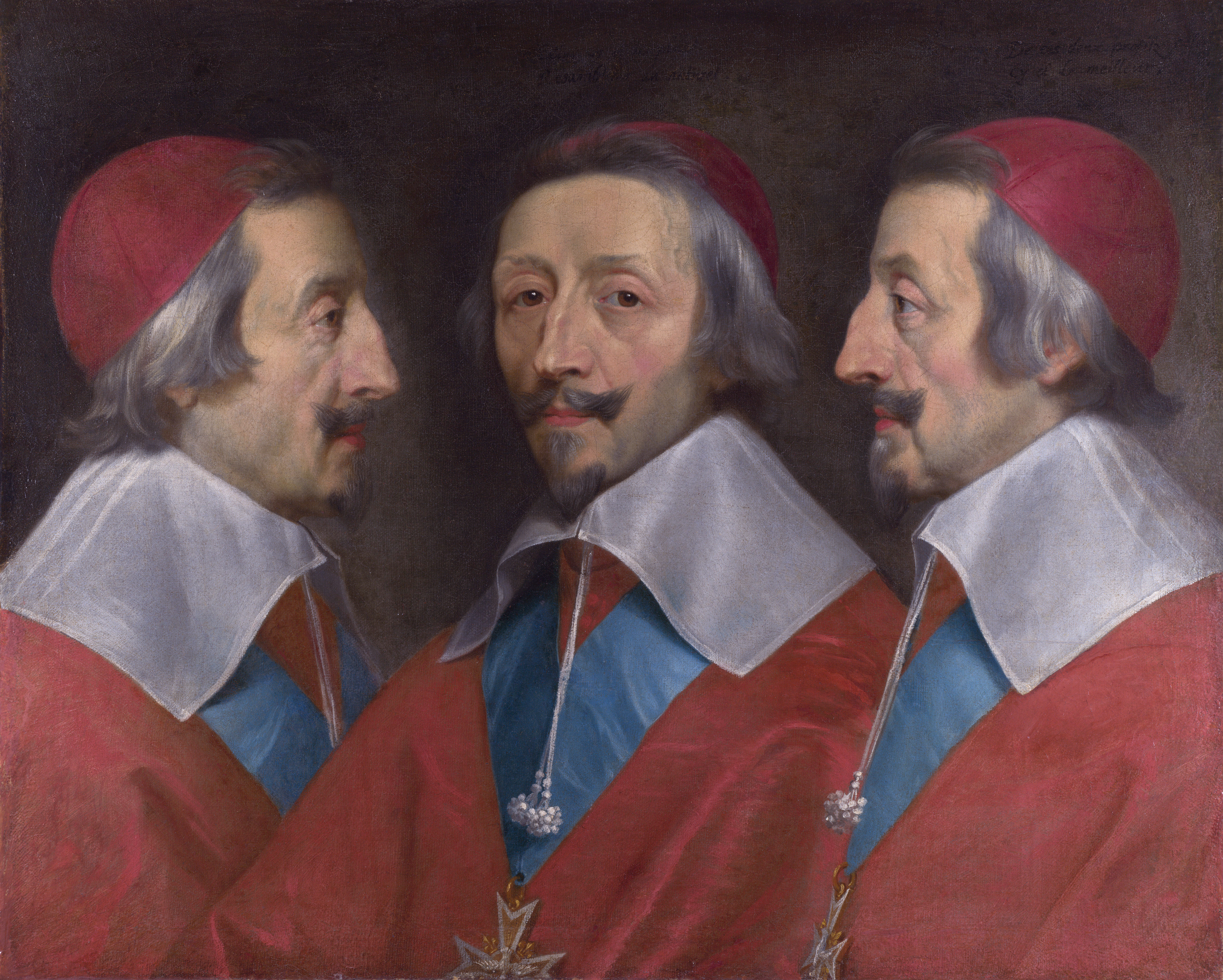
Triple-Porträt des Kardinals Richelieu, Philippe de Champaigne, Paris, um 1642 (Stiftung an die National Gallery 1869).

## Ehrungen
- Fellow of the Society of Antiquaries (FSA), 1853 (Präsident 1891–97)[31]
- Fellow of the Royal Society (FRS), 1874
- Ehrendoktorwürde Universität Cambridge, 1889
- Ehrendoktorwürde Universität Oxford, 1895
- Companion of the Order of the Bath (CB), 1888
- Knight Commander of the Order of the Bath (KCB), 1894

## Veröffentlichungen
Franks’ wichtigste Publikationen waren:
- A Book of Ornamental Glazing Quarries, Collected and Arranged from Ancient Examples, 1849. (Digitalisat im Internet Archive)
- Examples of Ornamental Art in Glass and Enamel, 1858.
- Himyaritic Inscriptions from Southern Arabia, 1863.
- Catalogue of a Collection of Oriental Porcelain and Pottery, 1876. (Digitalisat der 2. Auflage 1878 im Internet Archive)
- Japanese Pottery, Being a Native Report, 1880. (Digitalisat im Internet Archive)
- Catalogue of a Collection of Continental Porcelain, 1896. (Digitalisat im Internet Archive)